# Aldlân
Aldlân ligt in de wijk Aldlân & De Hemrik van de stad Leeuwarden, provincie Friesland (Nederland). Het bestaat uit de buurten Aldlân-West en Aldlân-Oost, met daartussenin de Drachtsterweg.
Aldlân is Fries voor Oud Land. De wijk naast Aldlân heet Nijlân (Nieuw Land). Dit heeft nog te maken met de Middelzee, waarbij het 'Aldlân' het oude land is en 'Nijlân' het na de afsluiting van de Middelzee ontstane land is. De bouw van de wijk begon rond 1972.
De wijk loopt in het noorden tot de Aldlânsdyk (dyk = weg), in het oosten tot de Wijde Greuns, in het zuiden tot het Van Harinxmakanaal en in het westen tot de Overijsselseweg.
De belangrijkste weg die door de wijk loopt, heet in Aldlân-West de Weideflora, en in Aldlân-Oost de Stinzenflora. In het uiterste westen van de wijk gaat deze over in de Hempenserweg. De overige straten in de delen van de wijk hebben ook de namen van planten, bloemen en grassoorten die groeien in en rond weiden (raaigras, kamgras, beemdgras enz.) en stinsen (zenegroen, lenteklokje enz.). Aldlân is de groenste wijk van Leeuwarden.
Wijken: Aldlân & De Hemrik · Bilgaard & Havankpark e.o. · Binnenstad · Camminghaburen e.o.  · De Zuidlanden · Heechterp & Schieringen · Hempens/Teerns & Zuiderburen · Huizum-West · Middelsee · Nijlân & De Zwette · Oud-Oost · Potmargezone ·  Sonnenborgh e.o.  · Vossepark & Helicon · Vrijheidswijk · Westeinde e.o.

Voormalige wijken: Aldlân · Bedrijventerrein-Oost · Bedrijventerrein West · Camminghaburen · De Zwette · Grote Wielen & De Groene Ster · Huizum-Oost · Oldegalileën & Bloemenbuurt · Oranjewijk & Tulpenburg · Schieringen & De Centrale · Vlietzone · Tjerk Hiddes & Cambuursterhoek · Transvaalwijk & Rengerspark · Valeriuskwartier & Magere Weide · Vogelwijk & Muziekwijk

Buurten: Achter de Hoven · Aldlân-Oost · Aldlân-West · Barrahûs · Bilgaard · Blitsaerd · Bloemenbuurt · Blokhuisplein · Boksumerhoeke · Bonifatius ·  Buitengebied De Zwette · Buitengebied Noordwest · Buitengebied West · Cambuur · Cambuursterpad · Camminghaburen-Midden · -Noord · -Zuid · De Centrale · De Groene Ster · De Klamp · De Fellingen · De Waag · De Werp · De Zuidlanden · De Zwette I Harlingervaart ·  De Zwette II Zwettehaven ·  De Zwette III Schenkenschans · De Zwette IV Businesspark · De Zwette V  Newton · De Zwette VI Deinumerpolder · EnergieCampus Sylsterrak · Gerard Dou · Grote Kerkbuurt · Grote Wielen · Harlingervaart Noord · Havankpark · Havenstêd ·  Heechterp · Helicon · Hemrik · Hoek · Hollanderwijk · Huizum-Badweg · -Bornia · -Dorp · -Sixma · Indische buurt · Jan van Scorelbuurt · Julianapark · Magere Weide · Molenpad · Nieuwestad · Nijlân · Oldegalileën · Oldehove · Oranjewijk · Rapenburg · Rengerspark · Schepenbuurt · Schieringen · Snakkerburen · Sonnenborgh · Stationskwartier · Techum · Transvaalwijk · Tulpenburg · Valeriuskwartier · Vierhuisterweg e.o. · Vogelwijk · Vossepark · Welgelegen · Westeinde · Wetterstêd · Wiarda · Wielenpôlle · Zaailand · Zamenhofpark · Zeeheldenbuurt · Zuiderburen